# Will Solomon
Pour les articles homonymes, voir Solomon.
Will Solomon, né le 20 juillet 1978 à Hartford (Connecticut), aux États-Unis, est un joueur américain de basket-ball. Il évolue au poste de meneur.

## Carrière
Le 6 juillet 2015, il décide de rester une saison supplémentaire à l'Olympique d'Antibes.

## Palmarès
- Vainqueur de l'EuroCup Challenge 2003 (Aris Salonique)
- Vainqueur de la Coupe ULEB 2003-2004 (Hapoel Jerusalem)
- Vainqueur du championnat d'Israël 2006 (Maccabi Tel-Aviv)
- Vainqueur de la coupe d'Israël 2006 (Maccabi Tel-Aviv)
- Vainqueur du championnat de Turquie 2005 (Efes Pilsen), 2007, 2008 (Fenerbahçe)
- Vainqueur de la Leaders Cup Pro B 2015

## Records sur une rencontre en NBA
Les records personnels de Will Solomon en NBA sont les suivants, :
| Type de statistique        | Saison régulière | Saison régulière        | Saison régulière |
| Type de statistique        | Record           | Adversaire              | Date             |
| -------------------------- | ---------------- | ----------------------- | ---------------- |
| Points                     | 23               | Magic d'Orlando         | 19 janvier 2002  |
| Paniers marqués            | 8                | Magic d'Orlando         | 19 janvier 2002  |
| Paniers tentés             | 17               | Magic d'Orlando         | 19 janvier 2002  |
| Paniers à 3 points réussis | 5                | Cavaliers de Cleveland  | 13 mars 2009     |
| Paniers à 3 points tentés  | 9                | Magic d'Orlando         | 19 janvier 2002  |
| Lancers francs réussis     | 5                | 2 fois                  | 2 fois           |
| Lancers francs tentés      | 9                | @ Jazz de l'Utah        | 28 février 2002  |
| Rebonds offensifs          | 2                | 3 fois                  | 3 fois           |
| Rebonds défensifs          | 6                | Pacers de l'Indiana     | 3 mars 2009      |
| Rebonds totaux             | 6                | 2 fois                  | 2 fois           |
| Passes décisives           | 11               | 2 fois                  | 2 fois           |
| Interceptions              | 4                | Clippers de Los Angeles | 25 février 2002  |
| Contres                    | 1                | 11 fois                 | 11 fois          |
| Balles perdues             | 7                | @ Magic d'Orlando       | 18 novembre 2008 |
| Minutes jouées             | 38               | Magic d'Orlando         | 19 janvier 2002  |

- Double-double : 1
- Triple-double : 0